# Тифферт, Кристиан
Кристиа́н Ти́фферт (нем. Christian Tiffert; род. 18 февраля 1982, Галле) — немецкий футбольный тренер, ранее – футболист, полузащитник. Главный тренер клуба «Кемницер».

## Карьера
8 апреля 2010 года Кристиан подписал контракт с «Кайзерслаутерном» на два года. В сезоне 2010/11 стал лучшим ассистентом Бундеслиги, отдав 17 голевых передач.
27 июля 2012 года Тифферт перешёл в клуб «Сиэтл Саундерс».
4 июня 2013 года Тифферт подписал контракт с «Бохумом» на два года.

## Достижения
- Вице-чемпион Германии: 2002/03
- Финалист Кубка немецкой лиги: 2005
- Чемпион Австрии: 2006/07
- Лучший ассистент Бундеслиги: 2010/11[источник не указан 2378 дней]